# Gisela Trapp

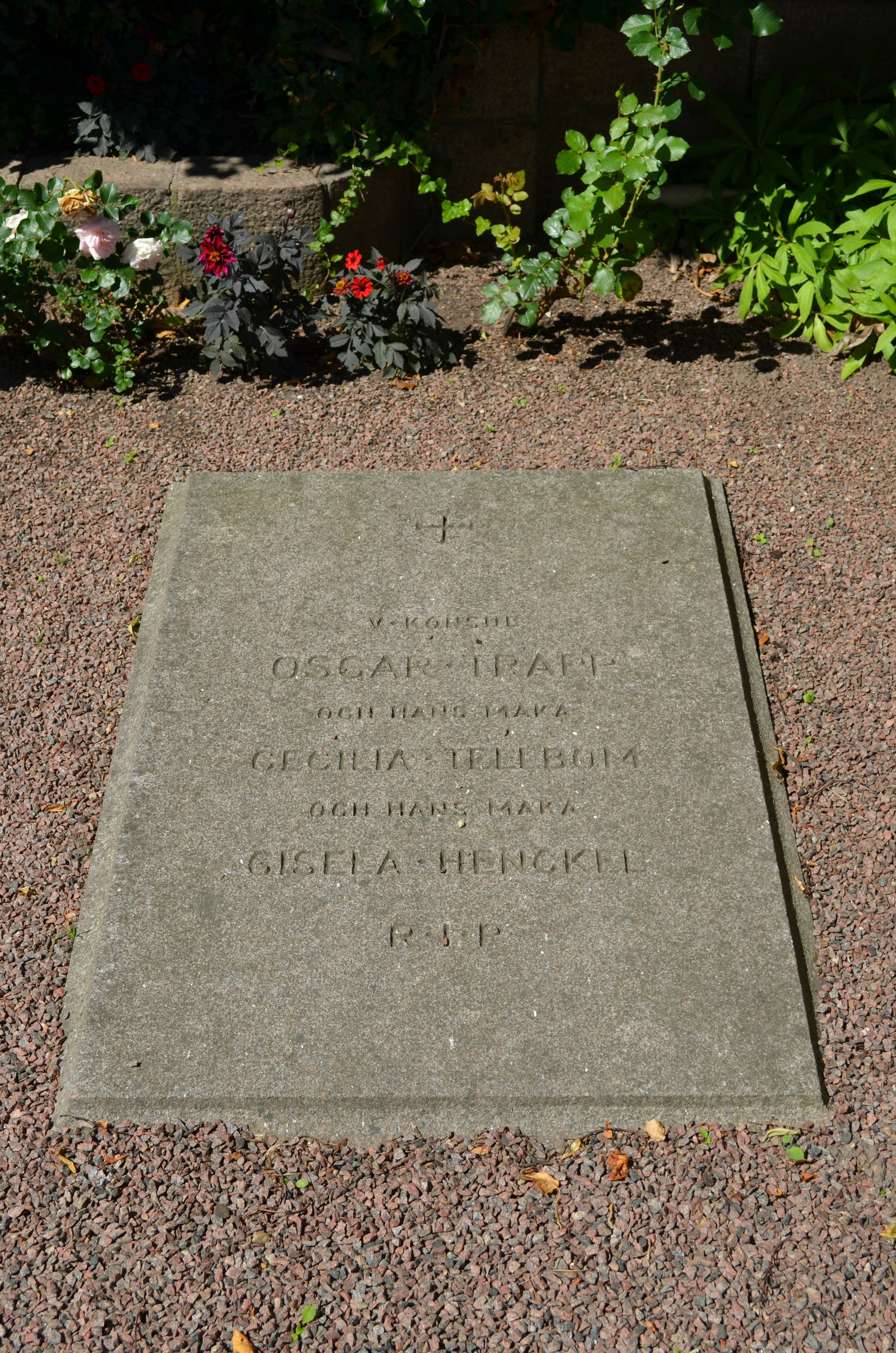
Gisela och Oscar Trapps gravsten i Helsingborg.

Emmy Gisela Charlotta Henckel-Trapp, född Henckel 18 april 1873 i Helsingborg, död 2 maj 1958 i Arild, var en svensk illustratör, målare, tecknare och donator.

## Biografi

### Uppväxt
Gisela Trapp föddes in i den anrika helsingborgsfamiljen Henckel 1873 och var dotter till skeppsredaren Carl Henckel och Ida Henckel f. Rosenberg. Gisela hade två äldre systrar vid namn Carola Henckel och Elisabeth Håkansson och en yngre bror Carl Johan Leonard, som inte blev mer än ungefär ett år gammal. Släktnamnet Henckel kom till Sverige under 1700-talet, och har varit en av Helsingborgs mest kända familjer.

### Äktenskap
1902 gifte hon sig med den 26 år äldre ingenjören och politikern Oscar Trapp som ägde Fredriksdals herrgård öster om Helsingborg. Makarna bodde i den herrgårdsliknande huvudbyggnaden fram till mannens död 1916, och efter det bodde Gisela Trapp periodvis i huvudbyggnaden. 1937 flyttade hon permanent till Arild där de båda tillbringat många somrar.

### Religion
På 1910-talet konverterade Gisela Trapp till katolicismen och 1923 donerade hon, tillsammans med systern Carola Henckel, mark till uppförandet av en katolsk kyrka i Helsingborg. Hennes mor, Ida Henckel, donerade en del av medlen för kyrkans byggnation. Gisela Trapp stod även för de konstnärliga utsmyckningarna i kyrkan. 1952 tilldelades hon Helsingborgsmedaljen. Som ung målade Gisela Trapp både porträtt och landskapsmotiv, och hon var starkt påverkad av de friluftsmålare som vistades i Arild. Efter sin konversion ändrade hon både sin motivkrets och sitt konstnärliga manér och ägnade sig uteslutande åt religiösa motiv. Den humoristiska ådra som är tydlig i hennes tidiga barnboksillustrationer går dock igen även i många senare verk, även om en allvarstyngd religiositet är mycket påtaglig. Gisela Trapp lät bygga ett eget litet katolskt kapell på sin tomt i Arild, och på innerväggarna målade hon hela den medeltida arildslegenden. Hon utförde också utsmyckningar och tavlor till i princip samtliga katolska kyrkor som etablerades i Sverige mellan 1920- och 1950-talen. När hon avled i maj 1958 testamenterade Gisela Trapp sin egendom i Arild, bebyggd med två bostadshus och ett kapell, till den katolska kyrkan i Sverige.

## Donation
1918 donerade hon Fredriksdal med omkringliggande marker till Helsingborgs stad, med villkoret att ytan skulle användas som friluftsmuseum. Hon fortsatte dock att under perioder bo på Fredriksdal fram till 1937. Under sitt liv donerade Gisela Trapp även många föremål till Helsingborg Museum, både konst, föremål från sin uppväxt och familj, men även en stor del historiska föremål.

## Konstnärskap
Redan som barn tecknade Gisela mycket och under ungdomen utbildade hon sig till konstnär.Hon studerade i Köpenhamn som privatelev till Niels Pedersen Mols, och verkar främst ha fokuserat på natur och djurmotiv. På 1890-talet studerade hon också för Elisabeth Keyser som sommartid höll lektioner i måleri i Arild. Gisela Henckel var en skicklig illustratör och som sådan bidrog hon bland annat ett 20-tal utgåvor från barnbiblioteket Saga. Gisela Henckel hade ett givande samarbete som illustratör med Eva Wigström, som skrev under signaturen Ave. Tillsammans med Mina Bredberg och Gerda Nordling ställde hon ut på Lunds universitets konstmuseum 1921 och hon medverkade i samlingsutställningar arrangerade av Konstföreningen för södra Sverige, Skånska konstnärslaget och Föreningen Svenska Konstnärinnors utställningar på Konstakademien 1911 och i Wien 1913. Hennes konst kom efter konversionen till stor del att präglas av hennes katolska tro och har ofta en religiös underton men hon fortsatte också att måla natur- och djurmotiv samt landskapsskildringar. Trapp är representerad vid bland annat Nationalmuseum, Helsingborgs museum och Malmö museum. 

### Utställningar
- Konstföreningen för Södra Skåne 1899 och 1900[14]
- Utställningar i Malmö 1903, 1906, 1913[14]
- Utställning i Ängelholm 1905[14]
- Föreningen Svenska konstnärinnors Utställning i Stockholm 1911 och i Wien 1913[14]
- Helsingborg 1915[14]
- Lunds universitets Museum 1921[14]
- Helsingborgs Museum 1921[14]
- Höganäs museum, 2015, [15][5]

### Kyrkor dekorerade av Gisela Trapp
- Sankt Clemens kyrka[16]
- Lilla Kapellet, Arild[17]
- Mariakyrkan, Oskarström dekorationsmålningar